# Transwaggon
Transwaggon er en international virksomhed med kontorer i Frankrig, Tyskland, Italien, Spanien, Sverige og Schweiz samt repræsentationskontorer i Polen, Slovenien og Tjekiet.
Firmaet startede i 1965 og udlejer godsvogne og har mere end 12700 enheder (nov.07). Lukkede godsvogne med teksten TRANSWAGGON ses hyppigt i Railions godstog i Danmark.

## Ekstern henvisning
- Transwaggons websted (engelsk)

| Jernbane | Spire Denne jernbaneartikel er en spire som bør udbygges. Du er velkommen til at hjælpe Wikipedia ved at udvide den. |

47°10′25″N 8°30′44″Ø / 47.17369786°N 8.51209836°Ø